# Hallelujah Day
A Hallelujah Day a nigériai származású svéd fogorvos Dr. Alban 1996-ban megjelent kislemeze, mely a Born In Africa című albumon található, és több slágerlistára is felkerült.

## Tracklista
CD maxi
1. "Hallelujah Day" (radio) – 3:30
2. "Hallelujah Day" (pierre j's roots radio remix) – 3:36
3. "Hallelujah Day" (extended) – 5:43
4. "Hallelujah Day" (pierre j's roots remix) – 6:20

12" kislemez
1. "Hallelujah Day" (extended) – 5:43
2. "Hallelujah Day" (pierre j's roots radio remix) – 3:36
3. "Hallelujah Day" (pierre j's roots remix) – 6:20
4. "Hallelujah Day" (radio) – 3:30

## Slágerlista
| Slágerlista (1996)                   | Legmagasabb helyezés |
| ------------------------------------ | -------------------- |
| Ausztria (Ö3 Austria Top 40)         | 35                   |
| Finnország (Suomen virallinen lista) | 12                   |
| Svédország(Sverigetopplistan)        | 17                   |

## Külső hivatkozások
- A dal szövege[5]
- A dal videóklipje[6]